# Krähenbach (Murr)
Der Krähenbach ist ein 5 km langer Bach im Rems-Murr-Kreis in Baden-Württemberg, der nach südlichem Lauf unmittelbar unterhalb der Kernstadt von Backnang von rechts in die mittlere Murr mündet.

## Geographie

### Verlauf
Der Krähenbach entsteht an den südlichsten Ausläufern der Löwensteiner Berge, weniger als einen Kilometer südöstlich der Ortsmitte des Aspacher Dorfes Rietenau und weniger als 200 Meter westlich des zum Dorf Großaspach der Gemeinde gehörigen ehemaligen Weinberghangs am Berg. Der Ursprung liegt im südlichen Waldzipfel Erlenhau auf etwa 314 m ü. NHN.
Der zunächst nur unbeständig wasserführende Bach läuft seine ersten etwa 800 Meter nach Südosten, verlässt dabei den Erlenhau, durchläuft am Fuß des Unterhangs Schneckenberg des Bergs zwei Kleinteiche in einem gehölzüberwachsenen Feuchtgebiet, das auch von Sickerquellen am Hang gespeist wird, und erreicht dann den Westrand der Waldinsel Größe.
Diesem entlang fließt er von nun an in einer feuchten Bachaue mit Kleinmäandern und in etwa zwei Meter breitem Bett mit lehmigem bis schlammigem Grund durch einen Waldstreifen aus Schwarzerlen und Eschen südwärts, weiterhin von Sickerquellen am linken Hang verstärkt. Schon vor der Südspitze der Größe tritt der Wald vom Ufer etwas zurück, hier mündet der Abflussgraben eines ebenfalls vom linken Hang her gespeisten nahen kleinen Waldtümpels. Ab dort fließt der Krähenbach ohne starke Richtungswechsel, begleitet von einer immer wieder auch länger aussetzenden Baumreihe, in einer schmalen Wiesenmulde und zwischen Feldern auf den Hügeln zur Seite.
Wenig nach dem Wald quert den Bach die L 1904 Strümpfelbach–Großaspach. Am linken Hang zieht sich bald ein neueres Gewerbegebiet von Backnang bis nahe an den Bach herab, an das zuunterst zwei angelegte Löschwasserrückhaltebecken grenzen mit allenfalls geringem Dauereinstau. Weiter talab quert die L 1115 Backnang–Großaspach die inzwischen über 40 Meter tief eingegrabene Talmulde. Die B 14, zugleich westliche Grenze der Bebauung Backnangs, folgt von hier ab am linken Hang nahe dem Bach.
Dieser hat nun noch einen Weg von etwa anderthalb Kilometern vor sich, auf dem ihn beidseits abschnittsweise steile Böschungen begleiten. Die K 1832 Backnang–Unterschöntal überquert ihn auf diesem Abschnitt, auf seinen letzten hundert Metern auch noch der Kirchenweg von Backnang nach Oberschöntal.  Schließlich mündet der Krähenbach auf rund 234 m ü. NHN von rechts und Norden in die mittlere Murr.
Der Krähenbach ist 5,0 km lang und mündet etwa 80 Höhenmeter unterhalb seines unbeständigen Ursprungs im Erlenhau, sein mittleres Sohlgefälle liegt bei etwa 16 ‰.

### Einzugsgebiet
Der Krähenbach hat ein 5,1 km² großes Einzugsgebiet, dessen recht kleiner nördlichster Anteil naturräumlich zum Unterraum Südwestliche Löwensteiner Berge der Schwäbisch-Fränkischen Waldberge zählt, während der allergrößte Teil seiner Fläche und alle Wasserläufe der Äußeren und dann der Inneren Backnanger Bucht angehören. Es ist nach Gestalt ein etwa vierdreiviertel Kilometer langer und höchstens eineinviertel Kilometer breiter Schlauch, der sich vom  Waldbergsporn Berghau ganz im Norden, auf dem sein mit fast 380 m ü. NHN höchster Punkt liegt, bis zur Mündung südwärts zieht.
Die sehr kurze und höchste nördliche Wasserscheide auf dem Berghau trennt vom Einzugsgebiet des linken Klöpferbach-Oberlaufs Forstbach, die lange rechte und westliche fast bis zur Mündung von demjenigen des nächsten rechten Murr-Zuflusses Klöpferbach selbst, hinter der linken und östlichen entwässert das Terrain bis hinab in den Siedlungsbereich von Backnang in den vorigen rechten Murr-Zufluss Eckertsbach.
Der größere Teil des Einzugsgebietes, insbesondere am Ober- und Mittellauf, gehört zur Gemeinde Aspach, der übrige zur Stadt Backnang. Am Lauf selbst stehen nur mündungsnah wenige Häuser Backnangs. Links des Unterlaufs ziehen sich neuere Siedlungsteile des geschlossenen Siedlungsgebietes Schöntaler Höhe von Backnang weit den linken Hang herab. Wenige isolierte Höfe und winzige Randzonen von Orten Großaspachs und Backnangs liegen ebenfalls im Einzugsgebiet.

### Zuflüsse und Seen
Hierarchische Liste der Zuflüsse und  Seen von der Quelle zur Mündung. Gewässerlänge, Seefläche, Einzugsgebiet und Höhe nach den entsprechenden Layern auf der Onlinekarte der LUBW. Andere Quellen für die Angaben sind vermerkt.
Ursprung des Krähenbachs unbeständig auf bis etwa 314 m ü. NHN etwa einen Kilometer südöstlich der Ortsmitte von Rietenau im Erlenhau.
- (Graben von der Südspitze des Erlenhaus), von rechts und Nordwesten auf knapp 280 m ü. NHN gegenüber dem südlichen Teil des Waldes Größe, ca. 9,9 km und ca. 0,3 km². Entsteht auf etwa 300 m ü. NHN am Größeweg auf der Gegenseite zur Großaspacher Gebäudegruppe (Reiterhof) an der Südspitze des Erlenhaus. Feldrand- und Wiesengraben in natürlicher Mulde.
- (Teichabfluss), von links und Nordnordosten auf etwa 279 m ü. NHN weniger als 50 Meter später an einer Feldwegbrücke nahe der Südspitze des Waldes Größe, über 0,1 km und unter 0,1 km².
  -  Entfließt auf etwa 281 m ü. NHN einem Teich im Westrand des Waldes Größe, 0,1 ha.
- (Graben aus dem Schrähengrund), von rechts und Nordwesten auf etwa 278 m ü. NHN weniger als 200 Meter vor der bachquerenden K 1904 Strümpfelbach–Großaspach, über 0,1 km und ca. 0,3 km². Schon vor dem Beginn des künstlich gezogenen Grabens gibt es in seiner natürlichen Mulde auf etwa 285 m ü. NHN an einer Feldhecke östlich des in Kammlage im Bonholz stehenden Großaspacher Aussiedlerhofs ein Seggenried.

Mündung des Krähenbachs von rechts und zuallerletzt Nordwesten auf 234 m ü. NHN unterm Murrtalviadukt am Westrand von Backnang in die mittlere Murr. Der Krähenbach ist vom höchsten Ursprung des unbeständigen Oberlaufs an gerechnet 5,0 km lang und hat ein Einzugsgebiet von 5,1 km².

## Geologie
Das Einzugsgebiet des Krähenbachs reicht geologisch gesehen vom Kieselsandstein (Hassberge-Formation)  bis hinunter zum Oberen Muschelkalk.
Die Hochebene im Berghau im äußersten Norden ist vom Kieselsandstein bedeckt, dort gibt es Reste eines früheren Sandsteinbruchs. Unter dem Oberhang des Bergs in den Unteren Bunten Mergeln (Steigerwald-Formation) folgt ein nur schmales Band von Schilfsandstein (Stuttgart-Formation) am Gang, unter dem der Gipskeuper (Grabfeld-Formation) einsetzt. In dieser Schicht entsteht der Krähenbach und der Gipskeuper folgt zumindest am linken Hang bis zum Südende des Waldes Größe, teils gestört durch Bereiche mit lössführender Fließerde.
Der Lettenkeuper (Erfurt-Formation) des Unterkeupers tritt oberflächlich dann erstmals östlich von Großaspach am linken Hang auf, nach den Gewerbegebäuden fast bis an den Bach herab. Nachdem die L 1115 Backnang–Großaspach das Tal gequert hat, liegt das Bachbett dann bis zur Mündung im Oberen Muschelkalk.
Im größten Teil des Einzugsgebietes, in besonderem Maße rechtsseits, bedecken Lösssedimente aus quartärer Ablagerung die viel älteren genannten tertiären Schichten vom Gipskeuper abwärts. Diese verdecken eine nachgewiesene West–Ost ziehende Störung, eine Seitenstörung des mit der von Südwest nach Nordost ziehenden Neckar-Jagst-Senke verbundenen Störungsbündels. Diese weitreichende tektonische Struktur verläuft einen halben bis einen Kilometer nördlich der nördlichen Einzugsgebietsgrenze durch die südwestlichen Löwensteiner Berge.

## Natur und Schutzgebiete
Auf weniger als 0,7 km² des Gebiets im Norden steht Wald, gut die Hälfte davon in der Backnang Waldexklave Größe. Im Offenland dominieren die Äcker.
Ein Randstreifen des großen Wasserschutzgebiets für die Rietenauer Mineralwasserquellen reicht im Norden vor allem im Erlenhau ins Einzugsgebiet. Das fast 5 ha große Naturdenkmal Auwald und Teich am Krähenbach schützt den Westrand der Waldinsel Größe mit einem mäandrierenden Bachlauf und einem Feuchtgebiet mit Sickerquellen am linken Hang und dem erwähnten Teich am Waldrand.

### LUBW
Amtliche Online-Gewässerkarte mit passendem Ausschnitt und den hier benutzten Layern: Lauf und Einzugsgebiet des Krähenbachs

Allgemeiner Einstieg ohne Voreinstellungen und Layer: Daten- und Kartendienst der Landesanstalt für Umwelt Baden-Württemberg (LUBW) (Hinweise)
1. 1 2 3 4 5  Höhe nach dem Höhenlinienbild auf dem Hintergrundlayer Topographische Karte.
2. ↑  Länge nach dem Layer Gewässernetz (AWGN).
3. 1 2  Einzugsgebiet nach dem Layer Basiseinzugsgebiet (AWGN).
4. 1 2  Länge abgemessen auf dem Hintergrundlayer Topographische Karte.
5. ↑  Seefläche nach dem Layer Stehende Gewässer.
6. ↑  Einzugsgebiet abgemessen auf dem Hintergrundlayer Topographische Karte.
7. ↑  Schutzgebiete nach den entsprechenden Layern.

### Andere Belege
1. ↑  Hansjörg Dongus: Geographische Landesaufnahme: Die naturräumlichen Einheiten auf Blatt 171 Göppingen. Bundesanstalt für Landeskunde, Bad Godesberg 1961. → Online-Karte (PDF; 4,3 MB)
2. ↑  Geologie nach der unter → Literatur aufgeführten geologischen Karte. Online in derselben Auflösung auch auf: Mapserver des Landesamtes für Geologie, Rohstoffe und Bergbau (LGRB) (Hinweise)